# カンディド・ヘスス
カンディド・ヘスス（Candido Jesus, 1985年10月5日 - ）は、ドミニカ共和国出身のプロ野球選手（投手）。NPBでは育成選手であった。

## 来歴

### プロ入りとインディアンス傘下時代
2006年9月にクリーブランド・インディアンスと契約。
2007年に傘下ルーキー級のGCLインディアンスでプロデビュー。16試合（27.2回）に登板し、1勝1敗、防御率4.55、25奪三振の成績を残した。またオフのベネズエラリーグでノーヒットノーランを2試合記録している。
2008年も傘下ルーキー級GCLインディアンスでプレー。12試合（14回）に登板し、1勝2敗、防御率10.29、23奪三振の成績を残した。	
2009年3月26日にインディアンスを自由契約となった。

### 中日時代
2009年11月、ドミニカ共和国のウィンターリーグ中に行われた中日ドラゴンズの入団テストに合格し、12月12日に育成選手として契約を結んだことが発表された。背番号は214で、登録名はヘスス。
2010年3月28日に、ウエスタンリーグの福岡ソフトバンクホークス戦で二軍公式戦初登板。9回から登板するも3死球を与えた末に李杜軒に満塁本塁打を打たれ、1イニング4失点という結果となった。結局この年の登板はこの1試合のみであり、シーズン防御率36.00という成績に終わった。
2011年は二軍公式戦に1試合も出場することなく、9月28日にフェリックス・カラスコとともに契約解除された。
以降は2013年までドミニカのウィンターリーグでプレーし、現役を引退した。

## 人物
12歳の時に野球を始め、投手以外に一塁手を兼任していた関係で、投手としては珍しいスイッチヒッター。
同じドミニカ共和国出身のラファエル・ペレスと仲が良い。なお、ペレスも2015年に中日に入団していた。

## プレースタイル
最速155km/hのストレートの他、スライダー・チェンジアップ・カーブ・シンカーを投げる。決め球は主にスライダー。

## 詳細情報

### 年度別投手成績
- 一軍公式戦出場なし

### 背番号
- 214 （2010年 - 2011年）